# Hyloxalus alessandroi
Hyloxalus alessandroi – gatunek płaza z rodziny drzewołazowatych (Dendrobatidae). Jest endemitem Peru, zagrożonym wyginięciem.

## Występowanie
Gatunek ten jest endemitem Peru, stwierdzono go w regionach Cuzco i Puno w południowo-wschodniej części kraju.
Występuje w pierwotnych lasach mglistych i tropikalnych wilgotnych lasach górskich.

## Status zagrożenia
W Czerwonej księdze gatunków zagrożonych IUCN Hyloxalus alessandroi jest klasyfikowany jako gatunek zagrożony (EN – Endangered). Zagrożeniem jest utrata przez niego środowiska, w którym żyje, a także grzybica skóry – chytridiomikoza.